# نواف المنصور
نواف المنصور ، من مواليد 18 يناير 1982 ، لاعب كرة قدم كويتي سابق.
و هو يلعب مع نادي السالمية.